# Ernst David Bergmann
Pour les articles homonymes, voir Bergmann.
Ernst David Bergmann (en hébreu : ארנסט דוד ברגמן), né les 18 octobre 1903 à Karlsruhe et décédé le 6 avril 1975 à Haïfa, est un physicien nucléaire et chimiste israélien. Il est souvent considéré comme le père du programme nucléaire israélien.

## Biographie
Ernst David Bergmann naît en Allemagne en 1903, son père, Judah Bergmann, est rabbin.
Il étudie la chimie à l'Université de Berlin auprès de Wilhelm Schlenk et obtient son doctorat en 1927. Par la suite, il continue à travailler à l'université et écrit le "Manuel complet de chimie organique" avec Schlenk. Les deux volumes du manuel sont publiés respectivement en 1932 et 1939, cependant, comme Ernst David Bergmann est juif, son nom doit être retiré de la page de titre du deuxième volume.
Ernst David Bergmann part pour Londres en 1933, peu après l'arrivée au pouvoir des nazis, et commence à travailler avec le chimiste Chaim Weizmann. Il refuse une offre d'emploi à Oxford de la part de Robert Robinson.
Il quitte l'Europe moins d'un an plus tard, il immigre en Palestine mandataire le 1er janvier 1934 pour travailler à l'Institut de recherche Daniel Sieff à Rehovot. Pendant la Seconde Guerre mondiale, il travaille sur des projets de défense pour les français, les anglais et les américains. Un an après la guerre, Ernst David Bergmann retourne à l'Institut Sieff, qui deviendra l'Institut Weizmann.
Il se marie avec la chimiste Ottilie Blum.
Au cours des années suivantes, Ernst David Bergmann, devenu célèbre grâce à son travail et à ses relations avec Chaim Weizmann, se lie d'amitié avec David Ben Gourion et est nommé à plusieurs postes gouvernementaux importants. Il est nommé chef du département scientifique de l'armée israélienne en août 1948, puis conseiller scientifique du ministre de la Défense le 15 juillet 1951 et devient en 1952 directeur de la recherche de la Division de la Recherche et des Infrastructures du Ministère de la Défense. En juin 1952, il est nommé premier président de la Commission israélienne de l'énergie atomique (CIEA) par le Premier ministre David Ben Gourion. Il joue un rôle crucial dans la direction du programme nucléaire israélien avec Ben Gourion et le ministre de la Défense Shimon Peres.
La même année, il quitte l'Institut Weizmann pour devenir titulaire de la chaire de chimie organique à l'Université hébraïque de Jérusalem, et travaille avec des étudiants pendant les deux années suivantes au Technion à Haïfa.
Le travail de Ernst David Bergmann à la CIEA est entouré de secret et l'agence elle-même est inconnue du public jusqu'à ce qu'il révèle son existence en 1954. Le physicien présente sa démission en juin 1964 lorsque Ben Gourion est remplacé par Levi Eshkol, mais il reste finalement à son poste 2 années supplémentaires. Il démissionne le 1er avril 1966 de la présidence de la CIEA et des deux postes qu'il occupe au sein du ministère de la Défense,.
Au cours de sa vie, le scientifique publie plus de 500 articles scientifiques évalués par des pairs dans des revues internationales et apporte des contributions essentielles à la chimie du fluor,.

## Récompenses
En 1968, Ernst David Bergmann reçoit le prix Israël des sciences de la vie.